# Ruska oslobodilačka vojska
Ruska oslobodilačka vojska (рус.  Русская освободительная армия, ROA, poznata i kao Vlasovci), bila je uglavnom vojna postrojba koju su tvorili Rusi koji su se borili na strani nacističke Njemačke tijekom Drugoga svjetskog rata. 
ROA je organizirao bivši general Crvene armije Andrej Vlasov, koji je težio ujedinjavanju Rusa koji su se protivili komunističkom režimu. Volonteri su uključivali sovjetske ratne zarobljenike i "bijele" iseljenike (od kojih su neki bili antikomunistički veterani ruskoga građanskog rata). 14. studenog 1944. godine ROA je službeno preimenovana u Oružane snage Narodnooslobodilačkog odbora Rusije (KONR). Ožujka i travnja 1945. godine njegove su jedinice djelovale protiv Jugoslavenske vojske u Sloveniji na području Suhe krajine.
U svibnju 1945. Vlasovci nisu poslušali Nijemce i podržali su ustanak u Pragu. Kad su se sovjetske trupe približile Pragu, vojnici ROA pokušali su pobjeći u američku okupacijsku zonu, ali većina ih je bila zarobljena i poslana u radne logore, a vođe su 1946. pogubljene.

## Pogledajte više
- Ruski zaštitni korpus (u travnju 1945. formalno je uključen u Rusku oslobodilačku vojsku (ROA), iako njegov zapovjednik nikada nije slijedio naredbe ROA-e).